# Самуепух
Самуепух (Суму-Епу) (*д/н — бл. 1780 до н. е.) — цар держави Ямхад близько 1810—1780 років до н. е.

## Життєпис
Походив з амореїв. Вважається засновником держави Ямхад. Це припущення висунуто на основі згадки Самуепуха його сучасником Яхдун-Лімом, царем Марі, де того вказано лише як людину з Ямхаду. Це дає підстави вважати, що він був главою племені або союзу племен, тобто в будь-якому випадку досить значною фігурою з якої сусіди були змушені рахуватися.
За невідомих обставин захопив важливе місто Халап, де мешкали нащадки еблаїтів. Невдовзі розпочав активну загарбницьку політику стикнувшись у протистоянні з державою Марі на сході й Еблою на півдні.
Зрештою під його владою опинилася територія між річками Євфрат і Оронт, через яку проходили найважливіші торгові шляхи виходу з Месопотамії до Середземного моря. Міста-держави Алалах і Туба визнали його зверхність. На Євфраті важливий посередницький центр — місто Емар, яке згадується ще в архівах Першої Ебли. Панування над цими землями спряло збільшенню надходжень до скарбниці Ямхаду, посиленню його політико-військової потуги. Невдовзі за цим прийняв титул царя. 
Своєю чергою це призвело до нової війни з Марі, союзником якої став Амут-пі'ела I, цар Катни. Натомість Самуепух підтримав повстання ямінітських племен в Туттулі в центральні області Марі, але його придушив Яхдун-Лім. Запекла боротьба з Марі послабила обидві держави. Цим вирішив скористатися Шамші-Адад I, що спочатку переміг Марі, а потім рушив проти Самуепуха. Останній в свою чергу надав прихисток Зімрі-Ліму, поваленому цареві Марі. 
Приводом розпочати війну стало вторгнення військ Ямхаду до держави Хашшум (обіймало область між річками Євфрат і Бєлих). Цар Хашума запросив допомоги Шамші-Адада I. Близько 1795 року до н. е. проти Ямхаду утворилася потужна коаліція у складі держави Шамші-Адада, Катни (цар Ішхі-Адду) і Каркемиша (цар Аплаханда). Перебіг кампанії достеменно невідомо. Припускають, що Самуепух мусив боротися проти трьох ворогів окремо. Зазнавши поразки, отаборився в столиці, яку Шамші-Адад I не зумів захопити. У відповідь Самуепух об'єднався з племенами сутіїв і туруккеїв, які напали на володіння Шамші-Адада зі сходу та півдня. Сам цар Ямхаду вдерся до ассирійських володінь супротивника, де захопив фортецю Дур-Шамші-Адад, яку перейменував на Дур-Самуепух.
Загинув під час військових дій близько 1780 року до н. е. Йому спадкував син Ярім-Лім I.